# 毛抜形蕨手刀
毛抜形蕨手刀（けぬきがたわらびてとう）は、平安時代前期の蝦夷の刀である。

## 蕨手刀の改良刀
蝦夷がそれまでの蕨手刀を改良したものである。同様に、柄（鉄製）と刀身とが接合され一体となるよう作られている（共鉄造り）。
開発時期は、東北地方が朝廷の律令軍によって制圧支配された後、胆沢地方の蝦夷が弘仁年間（9世紀初め）以降と考えられている。
この毛抜形蕨手刀は岩手県と北海道にだけ出土しており、関東以西の出土例はない。
特徴的なのは、蕨手刀の柄に透かしをつけたことにある。この透かしに指先をかけることにより、柄を握る力を強め、共鉄柄（刀身と柄が一体の刀）の弱点であった斬撃時の強い衝撃を緩和し、斬撃力を向上させる効果を有していた。前述のように、出土例から考えれば、柄に透かしをつける実用性のアイディアは蝦夷のものとみられる。
蝦夷の戦術は騎射を主体とし、接近時には馬を駆けさせたまま刀で斬りつける疾駆斬撃であり、律令軍のが用いた直刀による戦法とは異なる。それを可能としたのが蕨手刀であったが、さらに使いやすく改良したものが毛抜形蕨手刀である。

### その後の発達
その後に柄頭から特徴的であった蕨形の装飾を廃したのが、毛抜形刀（これも蝦夷が開発した刀）であり、この毛抜形刀を長大化したのが、毛抜形太刀＝日本刀の原型である。